# Rad (Slowakei)
Rad (ungarisch zeitweise auch Rád) ist eine Gemeinde im Osten der Slowakei mit 479 Einwohnern (Stand 31. Dezember 2024), die zum Okres Trebišov, einem Kreis des Košický kraj, gehört. Sie ist Teil der traditionellen Landschaft Zemplín.

## Geographie

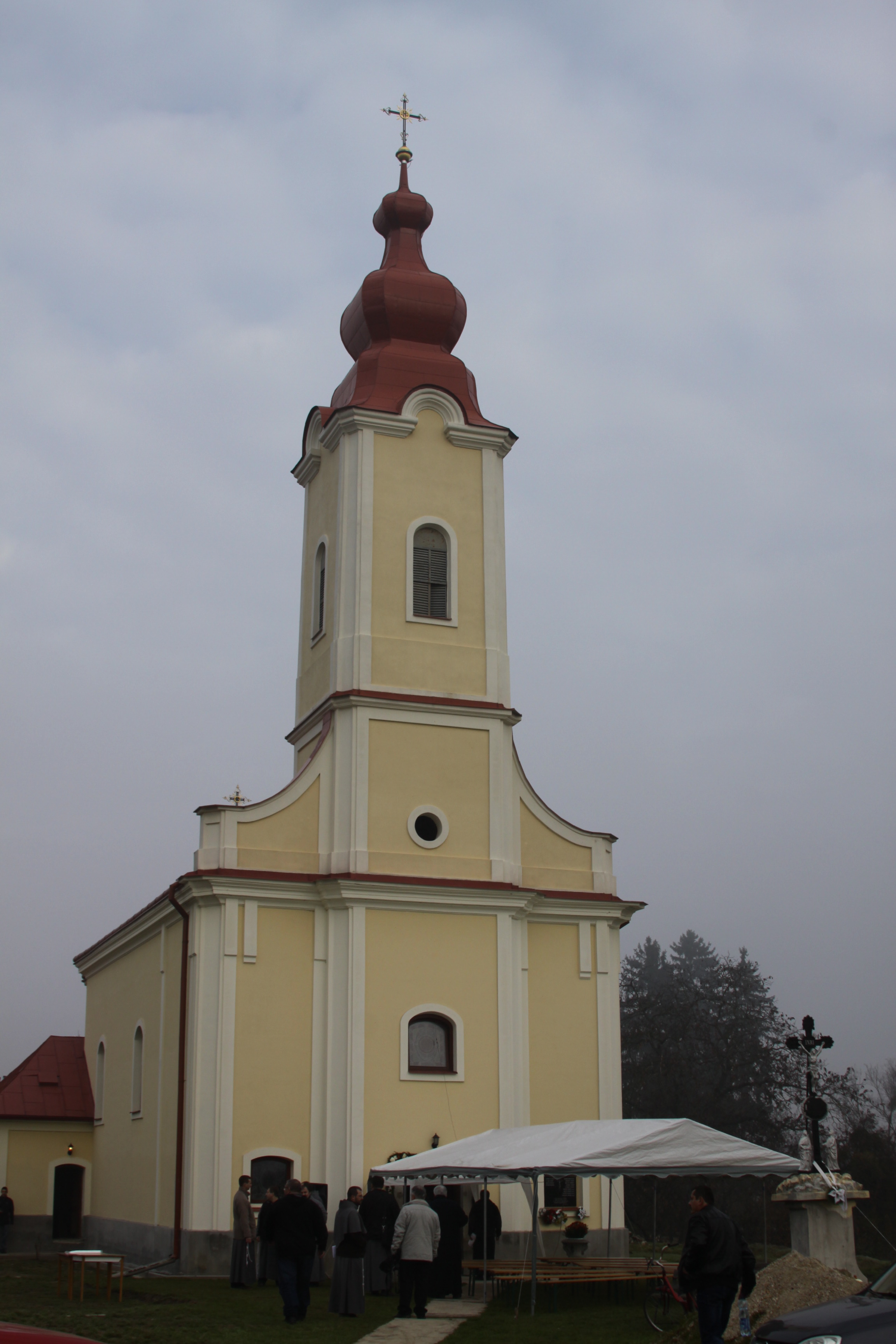
Kirche in Rad

Die Gemeinde befindet sich im südlichen Teil des Ostslowakischen Tieflands in der Kleinregion Medzibodrožie (ungarisch Bodrogköz), auf einer Flurterrasse der Latorica, auf der inneren Seite einer Schleife von Tice, dem ehemaligen Flussverlauf der Theiß. Das Ortszentrum liegt auf einer Höhe von 105 m n.m. und ist 14 Kilometer von Kráľovský Chlmec sowie 48 Kilometer von Trebišov entfernt (Straßenentfernung).
Zur Gemeinde gehört auch die Siedlung Hrušov (ungarisch Körtvélyes) südlich des Hauptortes.
Nachbargemeinden sind Zatín im Norden und Nordosten, Svinice im Osten und Südosten, Malý Horeš (Katastralgemeinde Nový Horeš) im Süden und Svätá Mária im Südwesten und Westen.

## Geschichte
Das Gemeindegebiet wurde in der Jungsteinzeit besiedelt, es gab Siedlungen in der Hallstattzeit, älteren Römerzeit sowie in der Zeit des Mährerreichs, dazu eine Skelettgrabstätte aus dem 10. oder 11. Jahrhundert.
Rad wurde zum ersten Mal 1319 schriftlich erwähnt. 1418 war das Dorf im Besitz der Familie Imregh. Im Laufe der Jahrhunderte haben die Besitzer mehrfach gewechselt. Von 1637 bis 1753 stand ein Minoritenkloster im Ort.
1567 wurden drei Porta verzeichnet, 1715 gab es vier bewohnte Bauernhaushalte. 1787 hatte die Ortschaft 65 Häuser und 426 Einwohner, 1828 zählte man 63 Häuser und 490 Einwohner, die als Korbmacher und Landwirte beschäftigt waren.
Bis 1918/1919 gehörte der im Komitat Semplin liegende Ort zum Königreich Ungarn und kam danach zur Tschechoslowakei beziehungsweise heutigen Slowakei. Auf Grund des Ersten Wiener Schiedsspruchs war der Ort von 1938 bis 1944 noch einmal Teil Ungarns.

## Bevölkerung
| Jahr                | 1994 | 2004     | 2014    | 2024     |
| ------------------- | ---- | -------- | ------- | -------- |
| Anzahl der Personen | 522  | 582      | 552     | 479      |
| Unterschied         |      | +11,49 % | −5,15 % | −13,22 % |

| Jahr                | 2023 | 2024    |
| ------------------- | ---- | ------- |
| Anzahl der Personen | 491  | 479     |
| Unterschied         |      | −2,44 % |

Nach der Volkszählung 2011 wohnten in Rad 566 Einwohner, davon 366 Magyaren, 162 Slowaken, 12 Russinen und vier Tschechen. Ein Einwohner gab eine andere Ethnie an und 11 Einwohner machten keine Angabe zur Ethnie.
330 Einwohner bekannten sich zur römisch-katholischen Kirche, 122 Einwohner zur griechisch-katholischen Kirche, 44 Einwohner zur reformierten Kirche, 14 Einwohner zu den Zeugen Jehovas, drei Einwohner zur orthodoxen Kirche und ein Einwohner zur Evangelischen Kirche A. B. Zwei Einwohner bekannten sich zu einer anderen Konfession, 13 Einwohner waren konfessionslos und bei 27 Einwohnern wurde die Konfession nicht ermittelt.

## Bauwerke und Denkmäler
- römisch-katholische Dreifaltigkeitskirche im klassizistischen Stil aus dem Jahr 1822[6]

## Verkehr
Nach Rad führt die Cesta III. triedy 3696 („Straße 3. Ordnung“) als Abzweig der Cesta III. triedy 3695 von Hrušov (Anschluss an die Cesta I. triedy 79 („Straße 1. Ordnung“)) nach Boľ. Der nächste Bahnanschluss ist in Somotor an der Bahnstrecke Čierna nad Tisou–Košice.